# Dolnośląska Biblioteka Publiczna im. Tadeusza Mikulskiego we Wrocławiu
Dolnośląska Biblioteka Publiczna im. Tadeusza Mikulskiego we Wrocławiu – biblioteka publiczna we Wrocławiu.

## Historia
Jest największą instytucja upowszechniania książki i czytelnictwa w dolnośląskiej sieci bibliotek publicznych. Początki jej działalności we Wrocławiu sięgają jesieni 1945 roku (jako Miejska Biblioteka Publiczna) i roku 1947 (jako Wojewódzka Biblioteka Publiczna). Od 1955 roku działała w zintegrowanej formule jako Wojewódzka i Miejska Biblioteka Publiczna. 
W 1978 r. Rada Ministrów przyznała placówce status biblioteki naukowej. W lutym 2006 roku, w celu zaakcentowania silnych i różnorodnych związków z regionem, przyjęła obecną nazwę. 

## Zasoby
Obsługuje mieszkańców Wrocławia i województwa. Sprawuje opiekę merytoryczną nad siecią 680 bibliotek publicznych na Dolnym Śląsku. Jej zasoby to ponad 450 tys. książek, ponad 600 tytułów czasopism bieżących i ponad 20 tys. woluminów roczników pism archiwizowanych, a także ponad 150 tys. jednostek zbiorów specjalnych (płyty analogowe, płyty CD, filmy wideo, kasety magnetofonowe, ulotki, zdjęcia, afisze, plakaty, itp.).

## Zakres działania
DBP we Wrocławiu specjalizuje się w gromadzeniu dokumentów z zakresu życia kulturalnego, politycznego i gospodarczego Wrocławia i województwa. Posiada specjalistyczne agendy: 
- Bibliotekę Niemiecką (Instytut Goethego)
- Bibliotekę Amerykańską (American Corner),
- Bibliotekę Romańską,
- Bibliotekę Koreańską,
- Dział Pracy z Dziećmi[2],
- Wypożyczalnię dla dorosłych,
- Fonotekę[3],
- Oddział Książki Mówionej (dla inwalidów wzroku i dyslektyków),
- Czytelnię naukową i czasopism,
- Dział Informacji,
- Galerię pod Plafonem[4].

W programie instytucji ważne miejsce zajmują imprezy kulturalne i programy edukacyjne o zasięgu ponadlokalnym.
Od 2010 roku Biblioteka organizuje targi książki regionalnej „Silesiana” – Dolnośląski Salon Wydawniczy. Targi połączone są ze spotkaniami autorskimi, konkursami i wystawami, a jej celem jest zaprezentowanie szerokiemu gronu odbiorców dorobku wydawniczego Dolnego Śląska, szczególnie publikacji wydawanych przez małe, nieznane szerzej wydawnictwa.

## Dolnośląski Zasób Biblioteczny
Dolnośląska Biblioteka Publiczna we Wrocławiu jako centralna biblioteka sieci bibliotek publicznych na Dolnym Śląsku zamieszkałym przez 2,9 mln mieszkańców, w którym funkcjonują w 26 powiatach 172 biblioteki stopnia podstawowego, które wraz z filiami tworzą sieć liczącą blisko 700 placówek i obsługującą ponad 650 tys. użytkowników sprawuje nadzór merytoryczny nad bibliotekami publicznymi w regionie. 
W 2001 powstał pomysł wykorzystania jednego systemu komputerowego do obsługi tych bibliotek. W II kwartale 2002 r. doszło do spotkania dyrektorów bibliotek publicznych województwa dolnośląskiego. Grupę inicjatywną stworzyli dyrektorzy bibliotek w: Bolesławcu, Głogowie, Jeleniej Górze, Kłodzku, Legnicy, Lubinie, Lwówku Śląskim, Oleśnicy, Świdnicy i Wrocławia. Ustalono zasady współpracy oraz przygotowano schemat funkcjonowania systemu pod nazwą „Dolnośląski Zasób Biblioteczny w systemie Aleph”. 
Aleph jest w pełni zintegrowanym systemem, który umożliwia obsługę całego systemu obiegu książki w bibliotece począwszy od zamówienia poprzez zakup, inwentaryzację, opracowanie do udostępnienia czytelnikowi. 
Inicjatywa ta znalazła poparcie w Komisji Kultury Sejmiku Województwa Dolnośląskiego. 7 kwietnia 2004 r. we Wrocławiu zostało podpisane porozumienie o powołaniu DZB. Do chwili obecnej udział w projekcie wzięło 37 bibliotek województwa.